# Aphthartodoketismus
Als Aphthartodoketismus (von griech. aphtharton „unverweslich, unvergänglich“) bezeichnet man eine Spielart des Monophysitismus, die die Unvergänglichkeit des Leibes Jesu lehrte. Die Anhänger dieser christlichen Glaubensrichtung nannte man nach ihrem Begründer Julian von Halikarnassus auch Julianisten oder Gaianiten. Ein anderer Name für den Aphthartodoketismus ist daher auch Julianismus.
Seit dem Konzil von Chalkedon 451 gab es innerhalb des spätantiken Christentums heftige Streitigkeiten über das Wesen Christi: Die Konzilien des 4. Jahrhunderts hatten festgelegt, dass Jesus sowohl Mensch als auch Gott gewesen sei; nun stritt man sich über das Verhältnis dieser beiden Naturen in Christus. In Chalkedon hatten sich die Dyophysiten durchgesetzt, die lehrten, in Jesus hätten Göttliches und Menschliches vollkommen und unvermischt existiert („wahrer Mensch und wahrer Gott zugleich“), während die Monophysiten (Miaphysiten) von einer Verschmelzung beider Naturen ausgingen. Über Jahrzehnte teilte dieser Streit die Christenheit und wurde mit Erbitterung geführt, da es nach damaliger Vorstellung entscheidend war, der richtigen Lehre anzuhängen, um Erlösung finden zu können.
Kaiser Justinian, eigentlich ein langjähriger Verfechter des Dyophysitismus, wandte sich Anfang 565, wenige Monate vor seinem Tod, überraschend der sogar von der Mehrheit der Monophysiten abgelehnten extremen Lehre zu, die menschliche Natur Christi sei ebenso wie die göttliche unvergänglich und unveränderlich, zudem unempfänglich für natürliche Affekte (vgl. Evag. HE 4,39). Damit provozierte er Widerstand von allen Seiten; mehrere widerspenstige Bischöfe (u. a. Patriarch Eutychios) wurden vom Kaiser abgesetzt. Die Gründe für den Kurswechsel des Kaisers liegen im Dunkeln. Justinians Tod im November 565 setzte der Kontroverse in der Hauptstadt ein Ende.
Die Auseinandersetzungen innerhalb der syrischen Kirche gingen aber weiter. Sie führten noch im späten 8. Jahrhundert sogar zur Wahl eines Gegenpatriarchen. In einer Synode im Kloster Naphshata nahe Qinnesrin (dem früheren Chalkis ad Belum) im Jahr 798 versuchten der Patriarch der severischen Richtung, Cyriacus, und der Patriarch der julianischen Glaubensrichtung, Gabriel, eine Union, die jedoch scheiterte. Die Auseinandersetzungen der zwei Glaubensrichtungen innerhalb der syrisch-orthodoxen Kirche dauerten noch bis ins 12. Jahrhundert an.

## Einzelnachweis
1. 1 2  Ute Possekel: Julianism in Syriac Christianity. In: Peter Bruns, Heinz Otto Luthe (Hrsg.): Orientalia Christiana: Festschrift für Hubert Kaufhold zum 70. Geburtstag. S. 437, Harrasowitz Verlag, Wiesbaden, 2013, ISBN 978-3-447-06885-7 hier PDF zum Download, hier S. 450.